# Pelorurus carinatus
Pelorurus carinatus är en skalbaggsart som beskrevs av Lewis 1898. Pelorurus carinatus ingår i släktet Pelorurus och familjen stumpbaggar. Inga underarter finns listade i Catalogue of Life.